# Tatjana Pikajzen
Tatjana Pikajzen (ur. 18 marca 1959 w Moskwie) – rosyjska pianistka; laureatka VI nagrody na XI Międzynarodowym Konkursie Pianistycznym im. Fryderyka Chopina (1985).

## Życiorys
Pochodzi z rodziny o tradycjach muzycznych. Jej ojciec, Wiktor Pikajzen jest znanym rosyjskim skrzypkiem. W latach 1966–1977 uczęszczała do Centralnej Szkoły Muzycznej przy Konserwatorium Moskiewskim. W latach 1977–1982 studiowała w Konserwatorium Moskiewskim w klasie prof. Tatjany Nikołajewej. Studia ukończyła z wyróżnieniem.
Na początku swej kariery wystąpiła na kilku konkursach pianistycznych. Wygrała Konkurs Muzyczny Konserwatorium Moskiewskiego, a w 1985 reprezentowała ZSRR na Konkursie Chopinowskim. Dotarła tam do finału i otrzymała VI nagrodę. Po tym sukcesie koncertowała na terenie ZSRR (później Rosji), w wielu krajach europejskich (Austria, Francja, Niemcy, Węgry, Włochy), w Turcji, Kanadzie i USA. Wykładała na kilku uczelniach muzycznych, a od 2000 prowadzi zajęcia w Manhattan School of Music.
W trakcie swej kariery nagrała wraz z ojcem kilka płyt, m.in. z muzyką Ludwiga van Beethovena, Johannesa Brahmsa i Johanna Sebastiana Bacha.